# Undine (Prokofjew)
Undine (auch Undina) ist eine Oper von  Sergei Prokofjew. Das Libretto schrieb die Dichterin A. M. Kilštedt nach dem Märchen Undine (1811) von Friedrich de la Motte Fouqué. Die zwischen 1904 und 1907 entstandene erste Oper Prokofjews blieb unveröffentlicht.
Undine gehört mit Maddalena zu den im Sankt Petersburger Konservatorium entstandenen Opern Prokofjews; sie blieb unvollendet. Erhalten blieb lediglich das Klavier-Manuskript des zweiten und dritten Aktes. Beeinflusst von den romantischen Strömungen der Musik vertonte der Student Prokofjew ein Sujet, das vor ihm schon die großen russischen Komponisten Tschaikowski und Rachmaninow angezogen hatte. Daher war die Musik sehr von den Vorbildern des jungen Komponisten geprägt, neben Tschaikowski von Edvard Grieg und Richard Wagner. „Die Musik dieser Oper dokumentiert das Niveau, auf dem sich die Sprache des jungen Komponisten im Jahre 1907 befand,“ schrieb Natalja Swankina, „die für die Zukunft wichtigen Merkmale waren: die Kompliziertheit, die Chromatisierung des Gewebes, die oft durch die Kunstgriffe der entwickelten Stimmführung sowie durch die Verschiebung über Halbtöne hinweg ‚gerechtfertigt‘ wird. Mit dem Kontrast zwischen Einfachheit und Kompliziertheit, Diatonik und Chromatik, wird das wichtigste Prinzip des Prokofjewschen Werkes sichtbar, das seinen Stil die monolithische Einheit gibt – das Prinzip der Opposition von Polen, der Wechselwirkung von Antithesen.“